# Pavetta abyssinica
Pavetta abyssinica,  es una especie de arbusto perteneciente a la familia de las rubiáceas. Se encuentra en África desde Eritrea a Tanzania.

## Descripción
Es un arbusto  que alcanza un tamaño de unos 5 metros de altura, con ramas pálidas. Las hojas opuestas, elípticas, reducidasen ambos extremos, cartáceas. Tiene flores tetrámeras sobre pedicelos cortos, apretadas en racimos terminales densos.  Fruta brillante, casi glabra.

## Distribución
Se distribuye por África por Eritrea, Etiopía, Sudán, Sudán, Uganda y Tanzania.

## Taxonomía
Pavetta abyssinica fue descrita por Johann Baptist Georg Wolfgang Fresenius y publicado en Museum Senckenbergianum 2: 166, en el año 1837.
Variedades aceptadas
- Pavetta abyssinica subsp. abyssinica
- Pavetta abyssinica var. bremekampiana (Pic.Serm.) Bridson
- Pavetta abyssinica var. dolichosiphon (Bremek.) Bridson
- Pavetta abyssinica var. lamurensis (Bremek.) Bridson
- Pavetta abyssinica var. usambarica (Bremek.) Bridson

Sinonimia
- Ixora abyssinica (Fresen.) Oliv.[3]

subsp. abyssinica
- Pavetta abyssinica var. glabra A.Rich.
- Pavetta congesta R.Br.
- Pavetta ellenbeckii K.Schum.
- Pavetta kenyensis Bremek.
- Pavetta maitlandii Bremek.
- Pavetta silvicola Bremek.
- Pavetta trichotropis Bremek.

var. bremekampiana (Pic.Serm.) Bridson
- Pavetta bremekampiana Pic.Serm.

var. dolichosiphon (Bremek.) Bridson
- Pavetta dolichosiphon Bremek.

var. lamurensis (Bremek.) Bridson
- Pavetta lamurensis Bremek.

var. usambarica (Bremek.) Bridson
- Pavetta usambarica Bremek.